# Lake City (Geòrgia)
Lake City és una població dels Estats Units a l'estat de Geòrgia. Segons el cens del 2000 tenia 2.886 habitants.

## Demografia
Segons el cens del 2000, Lake City tenia 2.886 habitants, 950 habitatges, i 690 famílies. La densitat de població era de 615,6 habitants/km².
Dels 950 habitatges en un 32,4% hi vivien nens de menys de 18 anys, en un 47,5% hi vivien parelles casades, en un 17,4% dones solteres, i en un 27,3% no eren unitats familiars. En el 21,2% dels habitatges hi vivien persones soles el 7,5% de les quals corresponia a persones de 65 anys o més que vivien soles. El nombre mitjà de persones vivint en cada habitatge era de 2,78 i el nombre mitjà de persones que vivien en cada família era de 3,18.
Per edats la població es repartia de la següent manera: un 23,6% tenia menys de 18 anys, un 8,3% entre 18 i 24, un 28,8% entre 25 i 44, un 21,3% de 45 a 60 i un 18% 65 anys o més.
L'edat mediana era de 37 anys. Per cada 100 dones de 18 o més anys hi havia 85,8 homes.
La renda mediana per habitatge era de 38.929 $ i la renda mediana per família de 42.600 $. Els homes tenien una renda mediana de 26.875 $ mentre que les dones 24.490 $. La renda per capita de la població era de 15.877 $. Entorn del 8,5% de les famílies i el 8,7% de la població estaven per davall del llindar de pobresa.

## Poblacions més properes
El següent diagrama mostra les poblacions més properes.